# Лидин, Владимир Германович
Влади́мир Ге́рманович Ли́дин (настоящая фамилия Го́мберг; 1894—1979) — русский советский писатель, библиофил. Один из создателей легенды о посмертной судьбе Н. В. Гоголя.

## Биография
Родился 3 (15) февраля 1894 года в московской купеческой семье. Учился в Лазаревском институте восточных языков. В 1915 году окончил юридический факультет Московского университета. Ещё в студенческие годы (с 1908) начал публиковать рассказы, первый сборник вышел в 1916 году. 
Во время Гражданской войны воевал в Красной Армии, был на разных фронтах, в том числе в Сибири. 
В первые послереволюционные годы совершил несколько поездок по Западной Европе и Ближнему Востоку. 
Не принадлежал ни к какой из литературных группировок, был хорошо знаком со многими писателями, далёкими от литературного официоза, и написал о них в своей книге воспоминаний «Люди и встречи» (1957, переиздавалась с дополнениями в 1961, 1965). Жил в Москве, более 30-ти лет преподавал в Литературном институте.
Умер в Москве 27 сентября 1979 года. Похоронен на Новодевичьем кладбище.

## Творчество
Лучшие произведения Лидина написаны в жанре небольшого рассказа, который напоминает не только об А. Чехове и И. Бунине. В 20-е гг. у Лидина можно обнаружить некоторое влияние прозы Б. Пильняка, в 60-е — К. Паустовского. В рассказе «Голубое руно» (1926) выявляется его умение импрессионистски изобразить человека, сохраняя эпическое спокойствие. Своеобразным переломом в творчестве писателя стал роман «Отступник» (1927), написанный уже в иной для автора манере. С начала 30-х гг. популярность Лидина-писателя несколько уменьшается. Глубокий психологизм, негромкая, но точная интонация определяют теперь своеобразие его прозы. С конца 50-х гг. Лидин активно издаётся. До конца своей жизни автор писал рассказы, объединяя их в сборники. Они свидетельствовали о непреходящей способности Лидина-рассказчика с человеческой теплотой показывать сложные судьбы людей, используя для этого свои характерные средства: реалистический диалог и пейзаж. Раздумывая над долгим творческим путём писателя, трудно отделаться от мысли, что  талантливый прозаик не в полной мере смог реализовать свои возможности. Однако то, что он создал в 20-е гг. и в последние полтора десятилетия своей жизни, прочно вошло в историю русской словесности XX века.

## Награды
- 2 ордена Трудового Красного Знамени (16.04.1964; 18.02.1974)
- орден «Знак Почёта» (15.09.1961)
- медали

## Сочинения

### Сборники
- Трын-трава. — М.: «Северные дни»,1916
- Вороные кони. — М.: «Северные дни», 1916
- Полая вода. — М.: «Северные дни»,1917
- Арфы, повесть. — М.: «Северные дни», 1920
- Моря и горы. — М.: «Северные дни»,1922
- Ковыль скифский, повесть. — 1922
- Курга-баба. — 1922
- Мышиные будни. — Петроград: «Прибой», 1923 (два издания)
- Повести о многих днях. — Берлин: «Огоньки», 1923
- Морской сквозняк. — М.-Петроград: «Изд-во Л.Д.Френкель», 1923
- Будда. — М.-Петроград: «Изд-во Л. Д. Френкель», 1923
- Шестая дверь. — Берлин: «Книгоиздательство писателей», 1923
- На цветущей земле. — М.: «Новые вехи», 1924
- Голубое и жёлтое. — Л.-М.: «Пучина», 1925
- Горит земля. — М.: «Прожектор», 1925
- Нард. — Л.: «Ленгиз», 1925
- Рассказы о двадцатом годе. — М.: «Огонек», 1925
- Люди земли и воды. — Харьков: «Пролетарий», 1926
- Растрата Глотова // «Красная Новь». — М.-Л.: «ОГИЗ». — 1926, июль
- Пути и вёрсты, Л., «Прибой», 1927 (очерки)
- Сын человека. — М.-Л.: «Гиз», 1927
- Рыбаки. — М.: «Огонек», 1927
- Марина Веневцева. — М.: «Огонёк», 1927
- Обычай ветра. — М.-Л.: «Печатный двор», 1929
- Искатели. — М.: «Федерация», 1930
- Путина. — М.: «Федерация», 1930
- Рассказы. — М.: «Советская литература», 1934
- Мужество. — М.: «Огонёк», 1934 (повесть «Младость» и рассказ «Мужество»)
- Избранные рассказы. — М.: «ГИХЛ», 1935
- Дорога на Запад. — М.: «ГИХЛ», 1940
- Изгнание, повесть. — М.: «ГИХЛ», 1942; 2-е переработ. изд. — 1947
- Зима 1941 года, 1942 (очерки)
- Простая жизнь. — М.: «Советский писатель», 1943
- Актриса, рассказы. — М.: «Огонёк», 1940
- Избранное. — М.: «Советский писатель», 1948
- Свежий ветер. — М.: «Советский писатель», 1952
- Дальневосточные  повести. — М.: «Советский писатель», 1954
- Рассказы.Повести.Воспоминания. — М.: «ГИХЛ», 1954
- Далёкий друг. — М.: «Молодая гвардия», 1957
- Старая яблоня. — М.: «Огонек», 1957
- Повести и рассказы. — М.: «Советский писатель», 1958
- Ночные поезда. — М.: «Советский писатель», 1959
- Леванти. — М.: «Огонек», 1960
- Дорога журавлей. — М.: «Советский писатель», 1962
- Шум дождя. — М.: «Советская Россия», 1963
- Сердца своего тень. — М.: «Советский писатель», 1965
- Три повести. — М.: «Советский писатель», 1967
- Облачный день над морем. — М.: «Советская Россия», 1967
- Главы утра. — М.: «Советский писатель», 1969
- Прилёт птиц. — М.: «Советский писатель», 1970
- Песня лодочников. — М.: «Современник», 1971
- Все часы времени. — М.: «Советский писатель»,1972
- У художников.  — М.: «Искусство»,1972
- Окно, открытое в сад. — М.: «Московский рабочий», 1975
- Отражения звёзд. — М.: «Советский писатель», 1978
- Таяние снегов. — М.: «Советский писатель», 1980
- Четыре времени года. — М.: «Советский писатель», 1991
- Собрание сочинений в 6-ти томах. — М.-Л.: «Гиз», 1928—1930
- Собрание сочинений в 3-х томах. — М.: «Художественная литература», 1973—1974

### Романы
- Идут корабли. — М.-Л.: «ГИХЛ», 1926; 2-е изд. — 1927
- Отступник // «Новый мир». — 1927. — № 4-8
- Могила неизвестного солдата. — М.: «Советская литература», 1932
- Великий или Тихий. — М.: «Советская литература», 1933; «ГИХЛ», 1956
- Сын. — М.: «ГИХЛ», 1936
- Две жизни. — Москва: «Советский писатель», 1950

### Воспоминания
- Люди и встречи. — Москва: «Московский рабочий», 1957; 2-е изд. — 1961; 3-е изд. — 1965; 4-е изд. — 1980.
- Друзья мои — книги. Заметки книголюба. — М.: «Искусство», 1962; «Книга»,1966; «Современник», 1976.

## Архив
Крупный фонд В.Г. Лидина хранится в Российском государственном архиве литературы и искусства и состоит из 1905 единиц хранения за 1805 – 1994 гг. Основу фонда составляют рукописи, личные и деловые переписки, материалы литературной деятельности, коллекция экслибрисов и дарственных надписей, фотографии и др.